# Лафејет (Индијана)
Лафејет (енгл. Lafayette) град је у америчкој савезној држави Индијана.

## Демографија
По попису из 2010. године број становника је 67.140, што је 10.743 (19,0%) становника више него 2000. године.
| Група             | 2000.          | 2010.          |
| Белци             | 47.896 (84,9%) | 52.557 (78,3%) |
| Афроамериканци    | 1.816 (3,2%)   | 4.164 (6,2%)   |
| Азијати           | 689 (1,2%)     | 925 (1,4%)     |
| Хиспаноамериканци | 5.136 (9,1%)   | 8.107 (12,1%)  |
| Укупно            | 56.397         | 67.140         |